# Karstorpasjön
Karstorpasjön är en insjö i stadsdelen Karstorp i Skövde i Västergötland och ingår i Göta älvs huvudavrinningsområde.
Karstorpasjön har en yta på 13 hektar och är en så kallad isgropsjö. Runt om sjön finns en stor badstrand och ett par mindre stränder och bryggor. Det finns också ett motionsspår som är cirka 2,7 kilometer långt. Beachvolleybollplaner ligger precis i anslutning till den stora stranden.
Att fiska går bra i Karstorpasjön. Här fiskar man abborre, mört, gädda, sutare och ädelfisk.

## Fisk
Vid provfiske har följande fisk fångats i sjön:
- Abborre
- Gärs
- Gädda
- Mört
- Sarv
- Sutare